# Biesfeld
Biesfeld ist ein Ortsteil von Kürten im Rheinisch-Bergischen Kreis.

## Geschichte
Die Vorsilben bies oder bees weisen auf eine negative Eigenschaft hin: hier also schlechtes Feld oder Feld mit geringem Ertrag. Wenn man von Biesfeld als Standort spricht, sagt man mundartlich om Beesfeil.
Die Topographia Ducatus Montani des Erich Philipp Ploennies, Blatt Amt Steinbach, belegt, dass der Wohnplatz bereits 1715 unter dem Namen Beesfeld Standort einer Kapelle war. Carl Friedrich von Wiebeking benennt den Ort auf seiner Charte des Herzogthums Berg 1789 als Bestfeld. Aus ihr geht hervor, dass der Ort zu dieser Zeit Teil der Honschaft Engelsdorf im bergischen Landgericht Kürten war.
1822 lebten 32 Menschen im als Hof kategorisierten Ort. Für das Jahr 1830 werden für Biesfeld 33 Einwohner angegeben. Der 1845 laut der Uebersicht des Regierungs-Bezirks Cöln als Weiler mit Kapelle kategorisierte Ort besaß zu dieser Zeit neun Wohngebäude mit 84 Einwohnern, davon 83 katholischen und einer evangelischen Bekenntnisses. Die Gemeinde- und Gutbezirksstatistik der Rheinprovinz führt Biesfeld 1871 mit 15 Wohnhäusern und 88 Einwohnern auf.
In der Aufstellung des Königreichs Preußens für die Volkszählung 1885 wurde Biesfeld als Wohnplatz der Landgemeinde Kürten im Kreis Wipperfürth aufgeführt. Zu dieser Zeit wurden 21 Wohnhäuser mit 98 Einwohnern gezählt. 1895 besitzt der Ort 19 Wohnhäuser mit 94 Einwohnern, 1905 werden 17 Wohnhäuser und 98 Einwohner angegeben.

## Kirchengemeinde
Bereits 1693 wird eine Wallfahrtskapelle Zur schmerzhaften Mutter Gottes (Mater Dolorosa) erwähnt. Sie gehörte zur Pfarre Kürten. 1906 wurde die Pfarrei eigenständig. 1909 errichtete man die neue Kirche Zur schmerzhaften Mutter im neugotischen Stil. Eine Chorerweiterung erfolgte 1959 durch Bernhard Rotterdam Biesfeld ist ein Wallfahrtsort zur Verehrung der schmerzhaften Mutter. Die Kirche ist als Denkmal unter Nr. 114 in der Liste der Baudenkmäler in Kürten eingetragen.